# Ctenotus rubicundus
Espèce
Ctenotus rubicundus est une espèce de sauriens de la famille des Scincidae.

## Répartition
Cette espèce est endémique d'Australie-Occidentale en Australie.

## Publication originale
- Storr, 1978 : Ctenotus rubicundus, a new scincid lizard from Western Australia. Records of the Western Australian Museum, vol. 6, no 3, p. 333-335 (texte intégral).